# Vehmaa
Vehmaa (szw. Vemo) – gmina w Finlandii, położona w południowo-zachodniej części kraju, należąca do regionu Varsinais-Suomi.